# CIM-10 Capítol III: Malalties de la sang i dels òrgans hematopoètics i altres trastorns que afecten el mecanisme de la immunitat
| Capítol | Codis   | Títol |
| ------- | ------- | --- |
| I       | A00-B99 | Certes malalties infeccioses i parasitàries                                                                  |
| II      | C00-D48 | Neoplàsies                                                                                                   |
| III     | D50-D89 | Malalties de la sang i dels òrgans hematopoètics i altres trastorns que afecten el mecanisme de la immunitat |
| IV      | E00-E90 | Malalties endocrines, nutricionals i metabòliques                                                            |
| V       | F00-F99 | Trastorns mentals i del comportament                                                                         |
| VI      | G00-G99 | Malalties del sistema nerviós                                                                                |
| VII     | H00-H59 | Malalties de l'ull i els seus annexos                                                                        |
| VIII    | H60-H95 | Malalties de l'oïda i de l'apòfisi mastoide                                                                  |
| IX      | I00-I99 | Malalties del sistema circulatori                                                                            |
| X       | J00-J99 | Malalties del sistema respiratori                                                                            |
| XI      | K00-K93 | Malalties de l'aparell digestiu                                                                              |
| XII     | L00-L99 | Malalties de la pell i el teixit subcutani                                                                   |
| XIII    | M00-M99 | Malalties del sistema osteomuscular i del teixit connectiu                                                   |
| XIV     | N00-N99 | Malalties de l'aparell genitourinari                                                                         |
| XV      | O00-O99 | Embaràs, part i puerperi                                                                                     |
| XVI     | P00-P96 | Certes afeccions originades en el període perinatal                                                          |
| XVII    | Q00-Q99 | Malformacions congènites, deformitats i anomalies cromosòmiques                                              |
| XVIII   | R00-R99 | Símptomes, signes i troballes anormals clíniques i de laboratori, no classificats en un altre lloc           |
| XIX     | S00-T98 | Traumatismes, enverinaments i algunes altres conseqüències de causa externa                                  |
| XX      | V01-Y98 | Causes externes de morbiditat i de mortalitat                                                                |
| XXI     | Z00-Z99 | Factors que influeixen en l'estat de salut i contacte amb els serveis de salut                               |
| XXII    | O00-U99 | Codis per a situacions especials                                                                             |

La 10a Revisió de la Classificació Estadística Internacional de les Malalties i Problemes de Salut Relacionats (CIM-10) és una codificació de malalties, trastorns, signes, símptomes, troballes anormals, denúncies, circumstàncies socials i causes externes de lesions o malalties, segons la classificació de l'Organització Mundial de la Salut (OMS). Aquesta pàgina conté la llista de problemes del capítol III de la CIM-10: Malalties de la sang i dels òrgans hematopoètics i altres trastorns que afecten el mecanisme de la immunitat. 
- Sols apareixen els problemes codificats amb la lletra del capítol i dos dígits (per exemple A00), amb tres dígits (separada l'últim dígit per un punt, per exemple A04.0), i rarament amb quatre dígits.
- S'han exclòs els problemes de més de dos dígits que fan referència a "altres" problemes especificats (però no definits) o a problemes no especificats; aquests dos casos corresponen, respectivament, als dígits finals 8 i 9.
- També s'han exclòs els problemes de més de dos dígits que no aporten problemes de salut "diferents" dels de l'enunciat principal i que sols modifiquen "qualitativament" el problema de salut al qual fan referència. Per exemple: A00 és el codi pel còlera, però no s'han presentat els codis A00.1 i A00.2 que diferencien el còlera segons dos tipus de bacteri que el provoquen.

## D50-D64 - Anèmies

### (D50-D53) Anèmies nutricionals
- (D50) Anèmia ferropènica
- (D51) Anèmia per carència de vitamina B12
- (D52) Anèmia per carència de folats
- (D53) Altres anèmies nutricionals
  - (D53.0) Anèmia per deficiència de proteïnes
  - (D53.1) Altres anèmies megaloblàstiques no classificades a cap altre lloc
  - (D53.2) Anèmia escorbútica

### (D55-D59) Anèmies hemolítiques
- (D55) Anèmia causada per trastorns enzimàtics
- (D56) Talassèmia
- (D57) Trastorns de cèl·lules falciformes
- (D58) Altres anèmies hemolítiques hereditàries
  - (D58.0) Esferocitosi hereditària
  - (D58.1) El·liptocitosi hereditària
  - (D58.2) Altres hemoglobinopaties
- (D59) Anèmia hemolítica adquirida

### (D60-D64) Anèmies aplàstiques i altres anèmies
- (D60) Aplàsia de glòbuls vermells pura adquirida [eritroblastopènia]
- (D61) Altres anèmies aplàstiques
  - (D61.0) Anèmia aplàstica constitucional
  - (D61.1) Anèmia aplàstica induïda per fàrmacs
  - (D61.2) Anèmia aplàstica causada per altres agents externs
  - (D61.3) Anèmia aplàstica idiopàtica
- (D62) Anèmia posthemorràgica aguda
- (D63) Anèmia en malalties cròniques classificades en un altre lloc
- (D64) Altres anèmies
  - (D64.0) Anèmia sideroblàstica hereditària
  - (D64.1) Anèmia sideroblàstica secundària a causa de malaltia
  - (D64.2) Anèmia sideroblàstica secundària a causa de fàrmacs i toxines
  - (D64.3) Altres anèmies sideroblàstiques
  - (D64.4) Anèmia diseritropoètica congènita

## D65-D69 - Defectes de la coagulació, púrpura i altres afeccions hemorràgiques
- (D65) Coagulació intravascular disseminada [síndrome de desfibrinació]
- (D66) Deficiència hereditària de factor VIII
- (D67) Deficiència hereditària de factor IX
- (D68) Altres defectes de la coagulació
  - (D68.0) Malaltia de Willebrand
  - (D68.1) Deficiència hereditària de factor XI
  - (D68.2) Deficiència hereditària d'altres factors de la coagulació
  - (D68.3) Trastorn hemorràgic a causa d'anticoagulants circulants
  - (D68.4) Deficiència adquirida de factor de la coagulació
- (D69) Púrpura i altres afeccions hemorràgiques
  - (D69.0) Púrpura al·lèrgica
  - (D69.1) Defectes qualitatius de les plaquetes
  - (D69.2) Altres púrpures no trombocitopèniques
  - (D69.3) Púrpura trombocitopènica idiopàtica
  - (D69.4) Altres trombocitopènies primàries
  - (D69.5) Trombocitopènia secundària
  - (D69.6) Trombocitopènia no especificada

## D70-D77 - Altres malalties de la sang i els òrgans hematopoètics
- (D70) Agranulocitosi
- (D71) Trastorns funcionals dels neutròfils polimorfonuclears
- (D72) Altres trastorns dels leucòcits
  - (D72.0) Anomalies genètiques dels leucòcits
  - (D72.1) Eosinofília
- (D73) Esplenopaties
  - (D73.0) Hiposplenisme
  - (D73.1) Hipersplenisme
  - (D73.2) Esplenomegàlia congestiva crònica
  - (D73.3) Abscés esplènic
  - (D73.4) Quist esplènic
  - (D73.5) Infart esplènic
- (D74) Metahemoglobinèmia
- (D75) Altres malalties de la sang i els òrgans hematopoètics
  - (D75.0) Eritrocitosi familiar
  - (D75.1) Policitèmia secundària
  - (D75.2) Trombocitosi essencial
- (D76) Determinades malalties que afecten el teixit limforeticular i el sistema mononuclear fagocític
  - (D76.0) Histiocitosi de cèl·lules de Langerhans no classificada a cap altre lloc
  - (D76.1) Limfohistiocitosi hemofagocítica
  - (D76.2) Síndrome hemofagocítica associada a infecció
- (D77) Altres trastorns de la sang i els òrgans hematopoètics en malalties classificades en un altre lloc

## D80-D89 - Determinats trastorns que afecten el mecanisme immunitari
- (D80) Immunodeficiència amb predomini de defectes d'anticossos
  - (D80.0) Hipogammaglobulinèmia hereditària
  - (D80.1) Hipogammaglobulinèmia no familiar
  - (D80.2) Deficiència selectiva d'immunoglobulina A [IgA]
  - (D80.3) Deficiència selectiva de subclasses d'immunoglobulina G [IgG]
  - (D80.4) Deficiència selectiva d'immunoglobulina M [IgM]
  - (D80.5) Immunodeficiència amb augment d'immunoglobulina M [IgM]
  - (D80.6) Deficiència d'anticossos amb immunoglobulines quasi normals o amb hiperimmunoglobulinèmia
  - (D80.7) Hipogammaglobulinèmia transitòria de la infància
- (D81) Immunodeficiències combinades
  - (D81.0) Immunodeficiència combinada greu [SCID] amb disgènesi reticular
  - (D81.1) Immunodeficiència combinada greu [SCID] amb nombre baix de limfòcits T i B
  - (D81.2) Immunodeficiència combinada greu [SCID] amb nombre baix o normal de limfòcits B
  - (D81.3) Deficiència d'adenosina-desaminasa [ADA]
  - (D81.4) Síndrome de Nezelof
  - (D81.5) Deficiència de purina-nucleòsid-fosforilasa [PNP]
  - (D81.6) Deficiència de complex d'histocompatibilitat principal de classe I
  - (D81.7) Deficiència de complex d'histocompatibilitat principal de classe II
- (D82) Immunodeficiència associada a altres defectes majors
  - (D82.0) Síndrome de Wiskott-Aldrich
  - (D82.1) Síndrome de Di George
  - (D82.2) Immunodeficiència amb nanisme d'extremitats curtes
  - (D82.3) Immunodeficiència consecutiva a resposta defectiva hereditària al virus d'Epstein-Barr
  - (D82.4) Síndrome d'hiperimmunoglobulinèmia E [IgE]
  - (D82.8) Immunodeficiència associada a altres defectes majors especificats
- (D83) Immunodeficiència comuna variable
- (D84) Altres immunodeficiències
  - (D84.0) Defecte de l'antigen-1 associat a la funció limfocitària [LFA-1]
  - (D84.1) Defectes en el sistema del complement
- (D86) Sarcoïdosi
- (D89) Altres trastorns que afecten el mecanisme immunitari no classificats a cap altre lloc
  - (D89.0) Hipergammaglobulinèmia policlonal
  - (D89.1) Crioglobulinèmia
  - (D89.2) Hipergammaglobulinèmia no especificada